# Nephrolepis obtusiloba
Nephrolepis obtusiloba är en spjutbräkenväxtart som beskrevs av A. Rojas. Nephrolepis obtusiloba ingår i släktet Nephrolepis och familjen Nephrolepidaceae. Inga underarter finns listade.